# Ei (Sessel)

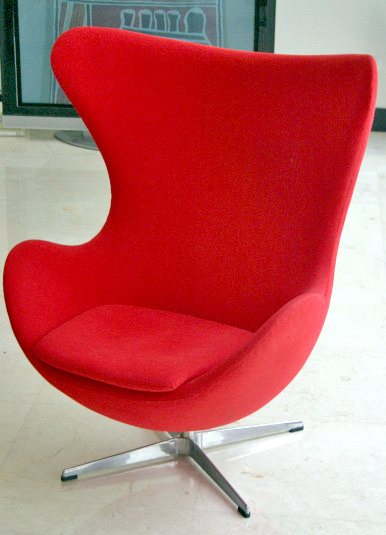
Das Ei mit einem roten Stoffbezug

Das Ei (Ægget), auch als Egg Chair bezeichnet, ist ein 1958 vom dänischen Architekten und Designer Arne Jacobsen entwickelter Sessel. Zusammen mit dem Sessel Schwan entwarf Jacobsen das Ei für die Lobby seines Gesamtkunstwerks, das SAS Royal Hotel in Kopenhagen. Für die Produktion wandte sich der Designer an die Möbelmanufaktur Fritz Hansen S/A, die seit 1935 alle seine Sitzmöbel produziert.

## Design und Konstruktion
Das Design des Sessel enthält keine Geraden, besteht ausschließlich aus Kurven und wird als organisch beschrieben. Die Rückenlehne geht hoch und wird breiter als bei klassischen Ohrensesseln. Eine ähnliche Formensprache findet sich auch bei anderen Sitzmöbelentwürfen von Jacobsen aus dieser Zeit, wie den Stühlen der Serie 7. Passend zum Sessel, der die interne Nummer 3316 trägt, entwarf Jacobsen im gleichen Jahr einen Fußhocker. Auch ein Sofa vom Ei wurde entwickelt und für das SAS Royal Hotel produziert. Anders als beim Schwan kam es nicht zu einer Serienproduktion. Eine kleine Stückzahl des Ei-Sofas kam später auf den Markt, zu Preisen von über 50.000 €. Die Prototypen fertigte Jacobsen aus Gips in seiner Garage von Hand.
Die Konstruktion des Sessels basiert auf einem Stahlrahmen, der die Sitzschale aus glasfaserverstärktem Polyurethan trägt und mit Kaltschaum gepolstert ist. Ein aus druckgegossenem Aluminium gefertigter kreuzartiger Fuß – in ihn ist die Seriennummer eingeprägt – schließt den drehbaren Sessel nach unten ab. In das Drehgelenk ist später eine im Federdruck einstellbare Neigungsverstellung eingebaut worden, die über einen Aluminiumhebel an der Unterseite der Sitzschale im Gegendruck verändert wird. Leder und Stoffe in verschiedenen Farben werden als Bezug für die Oberflächen verwendet und in der Sattlerei des Herstellers mit der Hand vernäht. Dabei besteht die äußere Haut aus einem einzigen Stück. Die Sitzfläche besteht – anders als bei den Ursprungsmodellen – aus einem eingelegten Kissen. Insgesamt ist der Sessel 107 cm hoch, 86 cm breit, 79 cm tief und wiegt 18 kg.

## Rezeption

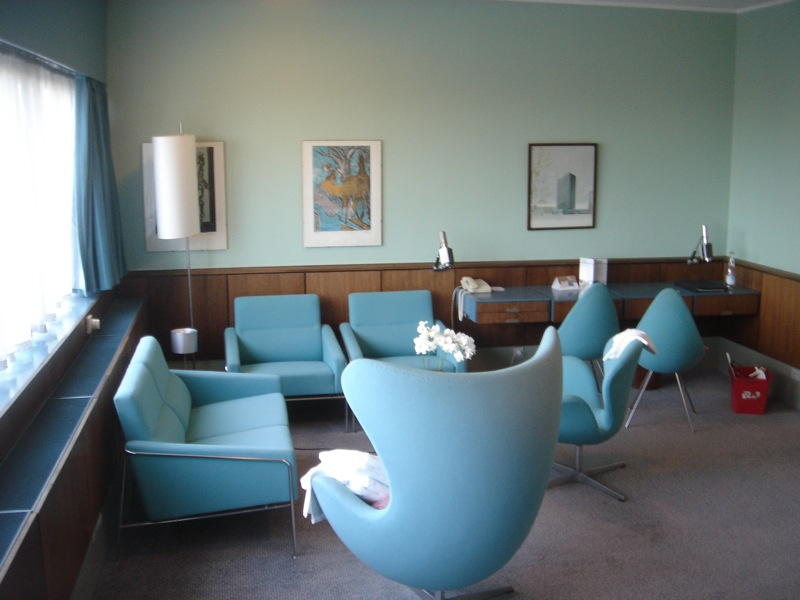
Das Zimmer 606 des Radisson SAS Royal Hotel Kopenhagen

Der Sessel gilt als Designklassiker und wurde in die Sammlungen von Designmuseen weltweit aufgenommen, unter anderem in die des Designmuseums Danmark in Kopenhagen und des Museum of Modern Art in New York. Frühe Originale werden bei Kunst- und Antiquitätenversteigerungen gehandelt. Auf der documenta III 1964 war der Sessel mit anderen Arbeiten von Arne Jacobsen Bestandteil der Abteilung Industrial Design.
Im SAS Royal Hotel in Kopenhagen wird der Sessel weiterhin in der Lobby und auch in einem Zimmer genutzt. Nach Renovierungsarbeiten ist nur noch das Zimmer 606 im ursprünglichen Design mit einem grünen Ei erhalten geblieben. Das Zimmer wurde in einer von Zdenek Felix im Auftrag des Louisiana Museum of Modern Art zusammengestellten Ausstellung mit dem Titel Arne Jacobsen. Absolut modern zum 100. Geburtstag kopiert und an mehreren Orten in Europa ausgestellt, darunter die Deichtorhallen in Hamburg.
Die amerikanische Fastfood-Kette McDonald’s beauftragte einen Designer, neue Konzepte für ihre Filialen in England und Dänemark zu entwickeln. Dieser verwendete unter anderem das Ei. Nachdem McDonald’s neben den Originalen auch Nachbauten – in England ist die Schutzzeit für das Design abgelaufen – verwendete, kündigte Fritz Hansen die Zusammenarbeit.
Der Sessel war sowohl Vorbild für Arbeiten anderer Designer als auch für Fälschungen, die zu wesentlich geringeren Preisen als die Originale von Fritz Hansen angeboten werden.